# اندیس مرمرقریس
مرمرقریس یک اندیس مصالح ساختمانی است که در استان آذربایجان غربی قرار دارد و مادهٔ معدنی موجود در آن، مرمریت است. سنگ میزبان این اندیس سنگهای آهکی است و دیرینگی آن به دوران مزوزوئیک-کرتاسه بالا می‌رسد.